# Mauro Quiroga
Mauro Daniel Quiroga (Concepción del Uruguay, Entre Ríos, Argentina; 7 de diciembre de 1989) es un futbolista argentino. Se desempeña como delantero y su equipo actual es C. S. Cartaginés de la Primera División de Costa Rica.

## Trayectoria
Comenzó su carrera en Gimnasia y Esgrima de la ciudad de Argentina de Concepción del Uruguay, participando en el Torneo Argentino A, (tercer nivel de la liga).
En enero de 2010 intenta dar el salto a la Segunda División de España, realizando una prueba con el Córdoba C. F., pero fue rechazado por no poseer pasaporte comunitario, volviendo a Gimnasia y Esgrima.
El verano de ese mismo año ficha por la U. D. Las Palmas, también en la segunda española, aunque el club compartía los derechos económicos del jugador con su club de origen y con su representante durante los dos siguientes años.
Su debut oficial se produjo en copa frente al Real Valladolid, que finalizó con un 5-3 contrario a su equipo. No fue hasta la jornada 14 cuando volvió al equipo, debutando en la liga en el Estadio de Gran Canaria y anotando su primer gol, que contribuyó a la victoria local por 2-1 ante el Rayo Vallecano.
Tras dos temporadas con el equipo canario, en 2012 se desvinculó de ellos volviendo a su club de origen que, pocas semanas más tarde, lo cedió por una temporada al recién ascendido Club Deportivo Lugo. Sin embargo una grave lesión lo dejó fuera del equipo casi toda la temporada.
Al terminar la temporada se desligó del club lucense y el 9 de julio de 2013 fichó por una temporada por el Deportivo Alavés, recién ascendido a la Segunda División. Tras este año en Vitoria volvió a Argentina para fichar por el Atlético Rafaela de la Primera División.
Tras su paso por Atlético Rafaela en 2015 volvió a su club de origen, Gimnasia y Esgrima de Concepción del Uruguay, en el torneo Federal A. Tras una temporada lo dejó para fichar por el Club Atlético San Martín de Tucumán de la B Nacional.
En agosto de 2017 firmó contrato con Argentinos Juniors siendo uno de los refuerzos de "el Bicho" para afrontar su vuelta a la Primera División. El 12 de enero de 2018 firmó por un año con el Curicó Unido chileno.
Tras año y medio en el club chileno, marchó al Club Necaxa de la Liga MX, club que pagó su pase por 300 000 dólares como cláusula de salida. En el torneo apertura de 2019 resultó máximo goleador con 12 tantos, compartido con Alan Pulido.
Tras el clausura de 2020 dejó el Necaxa para fichar por Atlético San Luis. Al finalizar el torneo de Apertura fue traspasado al Pachuca para el Clausura de 2021. El ocho de junio volvió al Necaxa de cara al torneo Apertura 2021.
El 2 de enero de 2022 fue fichado por el Club Sport Emelec de la Serie A de Ecuador. Al finalizar el torneo de 2022 el club ecuatoriano decidió no contar con servicios para 2023. El 13 de enero volvió a Argentina, incorporándose al Platense de la Primera División.
Luego de pasar un tiempo lesionado, el 27 de febrero de 2024 regresó a Chile firmando por Deportes Antofagasta de la Primera B. Al finalizar la temporada quedó sin equipo hasta el 16 de enero de 2025 cuando fichó por el  C. S. Cartaginés de la Primera División de Costa Rica. 

## Estadísticas
| Club |               | Temporada     | Liga  | Liga  | Copas nacionales(1) | Copas nacionales(1) | Torneos internacionales(2) | Torneos internacionales(2) | Total | Total |
| Club | Part.         | Temporada     | Goles | Part. | Goles               | Part.               | Goles                      | Part.                      | Goles |       |
| --- | ------------- | ------------- | ----- | ----- | ------------------- | ------------------- | -------------------------- | -------------------------- | ----- | ----- |
| Gimnasia y Esgrima (CdU) Argentina | 3.ª           | 2008-09       | 34    | 12    | —                   | —                   | —                          | —                          | 34    | 12    |
| Gimnasia y Esgrima (CdU) Argentina | 3.ª           | 2009-10       | 31    | 16    | —                   | —                   | —                          | —                          | 31    | 16    |
| Gimnasia y Esgrima (CdU) Argentina | 3.ª           | 2016          | 10    | 4     | —                   | —                   | —                          | —                          | 10    | 4     |
| Gimnasia y Esgrima (CdU) Argentina | Total club    | Total club    | 75    | 32    | 0                   | 0                   | 0                          | 0                          | 75    | 32    |
| U. D. Las Palmas · España | 2.ª           | 2010-11       | 22    | 5     | 1                   | 0                   | —                          | —                          | 23    | 5     |
| U. D. Las Palmas · España | 2.ª           | 2011-12       | 33    | 7     | 1                   | 0                   | —                          | —                          | 34    | 7     |
| U. D. Las Palmas · España | Total club    | Total club    | 55    | 12    | 2                   | 0                   | 0                          | 0                          | 57    | 12    |
| C. D. Lugo · España | 2.ª           | 2012-13       | 5     | 3     | 0                   | 0                   | —                          | —                          | 5     | 3     |
| C. D. Lugo · España | Total club    | Total club    | 5     | 3     | 0                   | 0                   | 0                          | 0                          | 5     | 3     |
| Deportivo Alavés · España | 2.ª           | 2013-14       | 22    | 3     | 1                   | 0                   | —                          | —                          | 22    | 3     |
| Deportivo Alavés · España | Total club    | Total club    | 22    | 3     | 1                   | 0                   | 0                          | 0                          | 23    | 3     |
| Atlético Rafaela Argentina | 1.ª           | 2014          | 1     | 0     | 0                   | 0                   | —                          | —                          | 1     | 0     |
| Atlético Rafaela Argentina | 1.ª           | 2015          | 3     | 0     | 2                   | 0                   | —                          | —                          | 5     | 0     |
| Atlético Rafaela Argentina | Total club    | Total club    | 4     | 0     | 2                   | 0                   | 0                          | 0                          | 6     | 0     |
| San Martín (T) Argentina | 2.ª           | 2016-17       | 26    | 12    | —                   | —                   | —                          | —                          | 26    | 12    |
| San Martín (T) Argentina | Total club    | Total club    | 26    | 12    | 0                   | 0                   | 0                          | 0                          | 26    | 12    |
| Argentinos Juniors Argentina | 1.ª           | 2017-18       | 6     | 1     | —                   | —                   | —                          | —                          | 6     | 1     |
| Argentinos Juniors Argentina | Total club    | Total club    | 6     | 1     | 0                   | 0                   | 0                          | 0                          | 6     | 1     |
| Curicó Unido · Chile | 1.ª           | 2018          | 25    | 8     | 0                   | 0                   | —                          | —                          | 25    | 8     |
| Curicó Unido · Chile | 1.ª           | 2019          | 13    | 7     | 2                   | 0                   | —                          | —                          | 15    | 7     |
| Curicó Unido · Chile | Total club    | Total club    | 38    | 15    | 2                   | 0                   | 0                          | 0                          | 40    | 15    |
| Necaxa · México | 1.ª           | 2019-20       | 32    | 18    | 1                   | 0                   | —                          | —                          | 32    | 18    |
| Necaxa · México | 1.ª           | 2021-22       | 15    | 0     | —                   | —                   | —                          | —                          | 15    | 0     |
| Necaxa · México | Total club    | Total club    | 47    | 18    | 1                   | 0                   | 0                          | 0                          | 48    | 18    |
| Atlético San Luis · México | 1.ª           | 2020-21       | 15    | 3     | —                   | —                   | —                          | —                          | 15    | 3     |
| Atlético San Luis · México | Total club    | Total club    | 15    | 3     | 0                   | 0                   | 0                          | 0                          | 15    | 3     |
| Pachuca · México | 1.ª           | 2020-21       | 16    | 2     | —                   | —                   | —                          | —                          | 16    | 2     |
| Pachuca · México | Total club    | Total club    | 16    | 2     | 0                   | 0                   | 0                          | 0                          | 16    | 2     |
| Emelec · Ecuador | 1.ª           | 2022          | 24    | 7     | 3                   | 2                   | 7                          | 2                          | 34    | 11    |
| Emelec · Ecuador | Total club    | Total club    | 24    | 7     | 3                   | 2                   | 7                          | 2                          | 34    | 11    |
| Platense Argentina | 1.ª           | 2023          | 19    | 1     | 1                   | 1                   | —                          | —                          | 20    | 2     |
| Platense Argentina | Total club    | Total club    | 19    | 1     | 1                   | 1                   | 0                          | 0                          | 20    | 2     |
| Deportes Antofagasta · Chile | 2.ª           | 2024          | 25    | 9     | 1                   | 1                   | —                          | —                          | 26    | 10    |
| Deportes Antofagasta · Chile | Total club    | Total club    | 25    | 9     | 1                   | 1                   | 0                          | 0                          | 26    | 10    |
| C. S. Cartaginés · Costa Rica | 1.ª           | 2025          |       |       |                     |                     |                            |                            |       |       |
| C. S. Cartaginés · Costa Rica | Total club    |               |       |       |                     |                     |                            |                            |       |       |
| Total carrera | Total carrera | Total carrera | 377   | 118   | 13                  | 4                   | 7                          | 2                          | 397   | 124   |
| (1) Incluye datos de Copa del Rey (2010-14), Copa Argentina (2014-23), Copa Chile (2019, 2024), Copa Argentina (2014-20), Copa MX (2019-20) y Copa Ecuador (2022) . (2) Incluye datos de Copa Libertadores (2022). (3) No incluye goles en partidos amistosos. |               |               |       |       |                     |                     |                            |                            |       |       |